# 漂流家族
『漂流家族』（ひょうりゅうかぞく）は、東海テレビ制作・フジテレビ系列で、1983年5月2日～7月29日に放送された昼ドラマである。

## 概要
子連れの再婚家庭で息子が行方不明になり...

## キャスト
- 野川由美子
- 英介 - 川地民夫
- 原田大二郎
- 浅野真弓
- 井田國彦
- 大塚良重
- 亀井光代
- 織本順吉
- 三上真一郎
- 黒田福美
- 林優枝
- 樋浦勉
- 睦五朗
- 中島葵
- 灰地順
- 安芸秀子
- 二戸義則
- 棟里佳

## スタッフ
- 演出:平松敏男、竹内正男、湯舟理森
- 脚本:横光晃